# Emperador Yuan de Han
Emperador Yuan de Han (75 – 33 aEC) va ser un emperador de la Dinastia Han xinesa. Ell va regnar del 48 al 33 aEC. L'Emperador Yuan va ser recordat per la promoció del confucianisme com el credo oficial del govern xinès. Va designar a partidaris de Confuci en els llocs importants del govern. Ell era, en molts sentits, un home amable i gentil que es preocupava per la gent.